# Agía Marína (Miamoú, Héraklion)
Agía Marína (grec moderne : Αγία Μαρίνα) est une localité située dans le dème de Gortyne, dans le district régional d'Héraklion, dans la periphérie de Crète, en Grèce.
Selon le recensement de 2011, elle compte 0 habitants.